# Johann Ludwig Graf Schwerin von Krosigk
Johann Ludwig von Krosigk (közismert nevén Lutz von Krosigk, 1925-től Johann Ludwig von Krosigk, Schwerin grófja ) (Rathmannsdorf, 1887. augusztus 22. – Essen, 1977. március 4.) német jogász, pártonkívüli politikus, 1932-től birodalmi pénzügyminiszter a Papen, a von Schleicher és a Hitler-kormányban. 1945. május 2. és 1945. május 23. között mint "vezető miniszter" irányította a róla elnevezett Schwerin von Krosigk-kabinetet (Flensburgi-kabinet), amelynek külügyminisztere volt. Mint háborús bűnöst a Wilhelmstraße-perben 10 évre ítélték, 1951-ben az amnesztia után szabadult. Később újságíróként tevékenykedett.

## Családja, tanulmányai, karrierje
Lutz von Krosigk Erich von Krosigk hetedik gyermeke, von Krosigk második házasságából Luise von Krosigk grófnővel második gyermekként született. A Klosterschule Roßlebenben szerzett érettségi után 1905-ben állam- és jogtudományos tanulmányait kezdte meg Halléban, majd Lausanne-ban és Oxfordban folytatta. 1909-ben tette le utolsó vizsgáját.
Az első világháborúban mint tartalékos tiszt vett részt. Kitüntették Vaskereszttel és a háború végére főhadnagyi rendfokozatot viselt.
1920-ban Hindenburgban a járási hivatal gyakornoka. Nem sokkal később Berlinben a Birodalmi Pénzügyminisztérium kormányzati tanácsadója lett. 1922-ben kinevezték kormányzati főtanácsadóvá, majd 1924-ben miniszteri tanácsossá. 1929-től mint minisztériumi igazgató vezette a Pénzügyminisztérium költségvetési osztályát.
1918-ban feleségül vette Ehrengard von Plettenberget. Négy fiuk és öt lányuk született. 1925-ben adoptálta nagybátyja, gróf Alfred von Schwerin, ettől kezdve használta a „von Krosigk, Schwerin grófja” (Graf Schwerin von Krosigk) nevet.
1932-ben Franz von Papen birodalmi kancellár kinevezte pénzügyminiszterré. Ezt a tisztséget megtartotta von Schleicher és Hitler kormányában is. Miután 1933 áprilisában addigi államtitkára, Arthur Zarden lemondott tisztségéről, kinevezték helyére Fritz Reinhardtot, a Nemzetiszocialista Német Munkáspárt pénzügyi szakemberét. Az államtitkár a kinevezése után szinte egyedül irányította a minisztérium egyes területeit, mint az adóügyeket. Bár Schwerin von Krosigk gróf volt a pénzügyminiszter az egész Hitler-érában, az NSDAP-ba nem lépett be. 1937-ben Hitler Arany Pártjelvénnyel tüntette ki. Az utolsó 1938-as kabinetülés után már főként csak hivatali adminisztrációval foglalkozott, nyilvános szerepléseinek száma csökkent. Hitler a politikai végrendeletében pénzügyminiszterré nevezte ki. Végül Hitler öngyilkossága után, 1945 májusában mint "vezető miniszter", pártbeli tagsága nélkül állt a Német Birodalom kormányának élén. A Flensburgi-kabinetnek nem volt tekintélye, a szövetségesek a Hitler államelnöki tisztségében utódául megnevezett Karl Dönitzzel és von Krosigkkal, mint a Dönitz által kinevezett külügyminiszterrel tárgyalt.

## A háború vége, fogság
1945. május 23-án letartóztatták a Krosigk-kormányt. 1945. június 5-én a győztes hatalmak a Szövetséges Ellenőrzési Tanáccsal formálisan is átvették a legfőbb kormányhatalmat Németországban. Először a Flakkaserne Ludwigsburgban tartották fogva von Krosigkot, később Nürnbergben a Wilhelmstraße-per keretében, 1949. április 14-én kimondott ítéletben a deportált zsidók vagyona elleni bűncselekmény miatt mint háborús bűnöst 10 év börtönre ítélték. 1951. január 30-án amnesztiát kapott. Ezután Essenben mint író és újságíró élt egészen 1977. március 4-ig.